# Midnight Express
Midnight Express er en prisbelønnet britisk-amerikansk dramathriller fra 1978 instrueret af Alan Parker og med manuskript af Oliver Stone. Hovedrollen spilles af Brad Davis. Filmen bygger på en selvbiografisk bog med samme titel skrevet af Billy Hayes fra 1977. Bogen bygger på hans oplevelser i et tyrkisk fængsel i 1970'erne.

## Eksterne Henvisninger
- Midnight Express på Internet Movie Database (engelsk)
- Midnight Express på Filmdatabasen
- Midnight Express på Scope
- Midnight Express i Svensk Filmdatabas (svensk)
- Midnight Express på AlloCiné (fransk)
- Midnight Express på MovieMeter (nederlandsk)
- Midnight Express på AllMovie (engelsk)
- Midnight Express hos American Film Institute (engelsk)
- Midnight Express' profil hos Encyclopædia Britannica Online (engelsk)
- Midnight Express på Turner Classic Movies (engelsk)